# Quai Édouard Van Beneden
Le quai Édouard Van Beneden, anciennement quai des pêcheurs, est une artère liégeoise, sur la rive droite de la Meuse, qui relie le boulevard Saucy et la passerelle Saucy au quai Churchill et au pont Kennedy.

## Historique
Le quai Van Beneden prend son visage actuel à la fin du XIXe siècle, lors de l'expansion de l'université de Liège sur la rive droite de la Meuse. À partir de 1881, l'Université amorce un important déploiement de ses activités dans le tissu urbain de Liège : sous le rectorat de Louis Trasenster, huit bâtiments sont construits dans le centre-ville pour abriter huit instituts à vocation scientifique (les « instituts Trasenster »). Trois de ces instituts sont bâtis sur la rive droite de la Meuse : 
- l'institut de physiologie (à l'angle de la place Delcour et de la rue Méan)
- l'institut d'anatomie (rue de Pitteurs)
- et l'institut de zoologie, sur la berge dans l'espace compris entre la passerelle récemment construite (1877-1880) et boulevard Saucy, et le quai des Pêcheurs (l'actuel quai Churchill) et le pont de la Boverie (l'actuel pont Kennedy).

Le quai prend le nom du scientifique Édouard Van Beneden, qui élabore le projet de l'institut de zoologie avec l'architecte Lambert Noppius. 
À la fin du XXe siècle, le quai est réaménagé : une zone plus vaste est réservée aux piétons et un accès est possible pour les bateaux qui effectuent des croisières touristiques sur la Meuse.
En 2018, afin d'accentuer la visibilité du service de la Navette Fluviale, un pôle fluvial est installé sur le quai face à l'Aquarium-Muséum. Celui-ci est aménagé afin de servir de lieu d'embarquement aux navettes fluviales et à la flotte touristique.

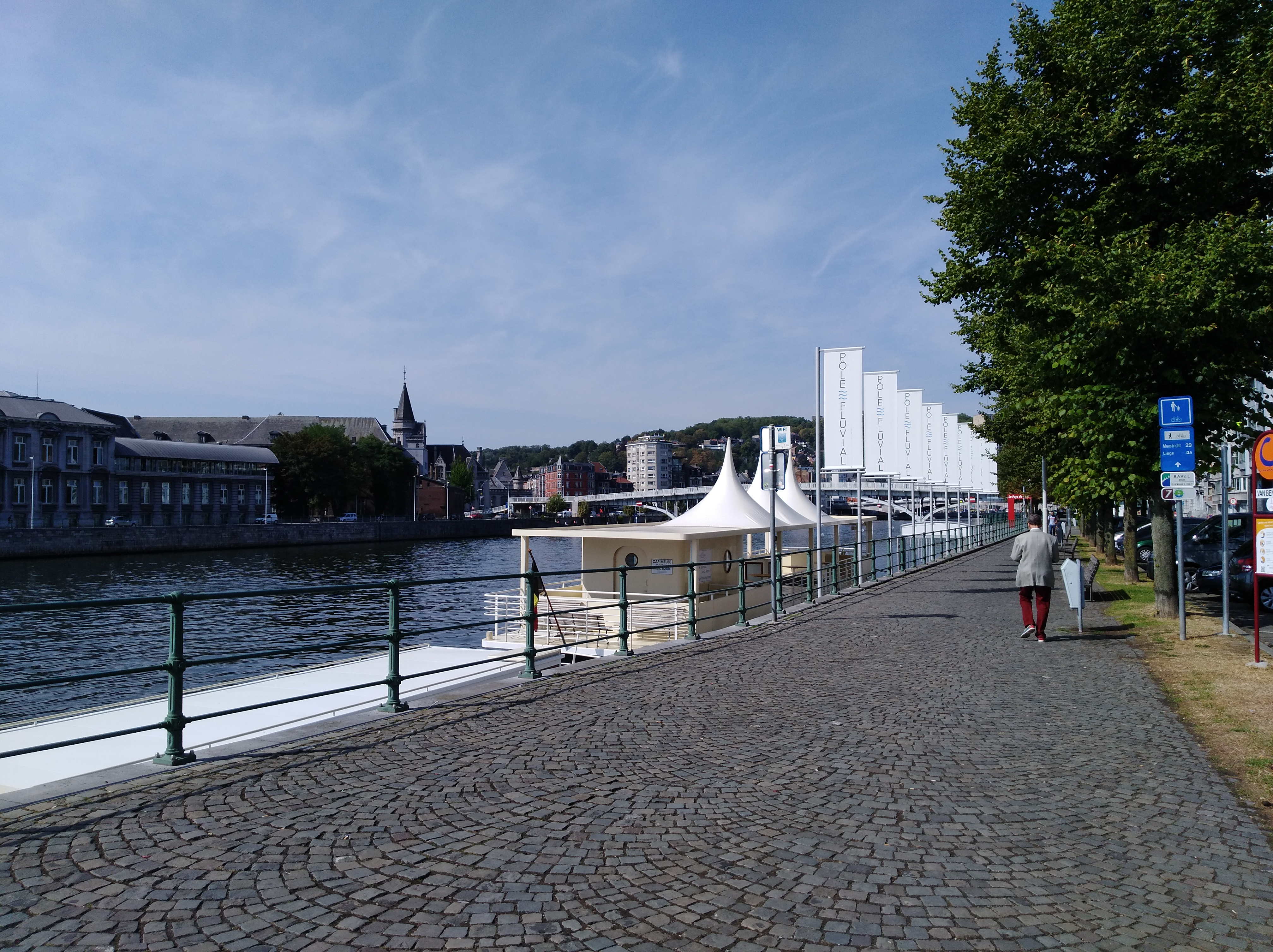
Le pôle fluvial en 2018

## Rues adjacentes

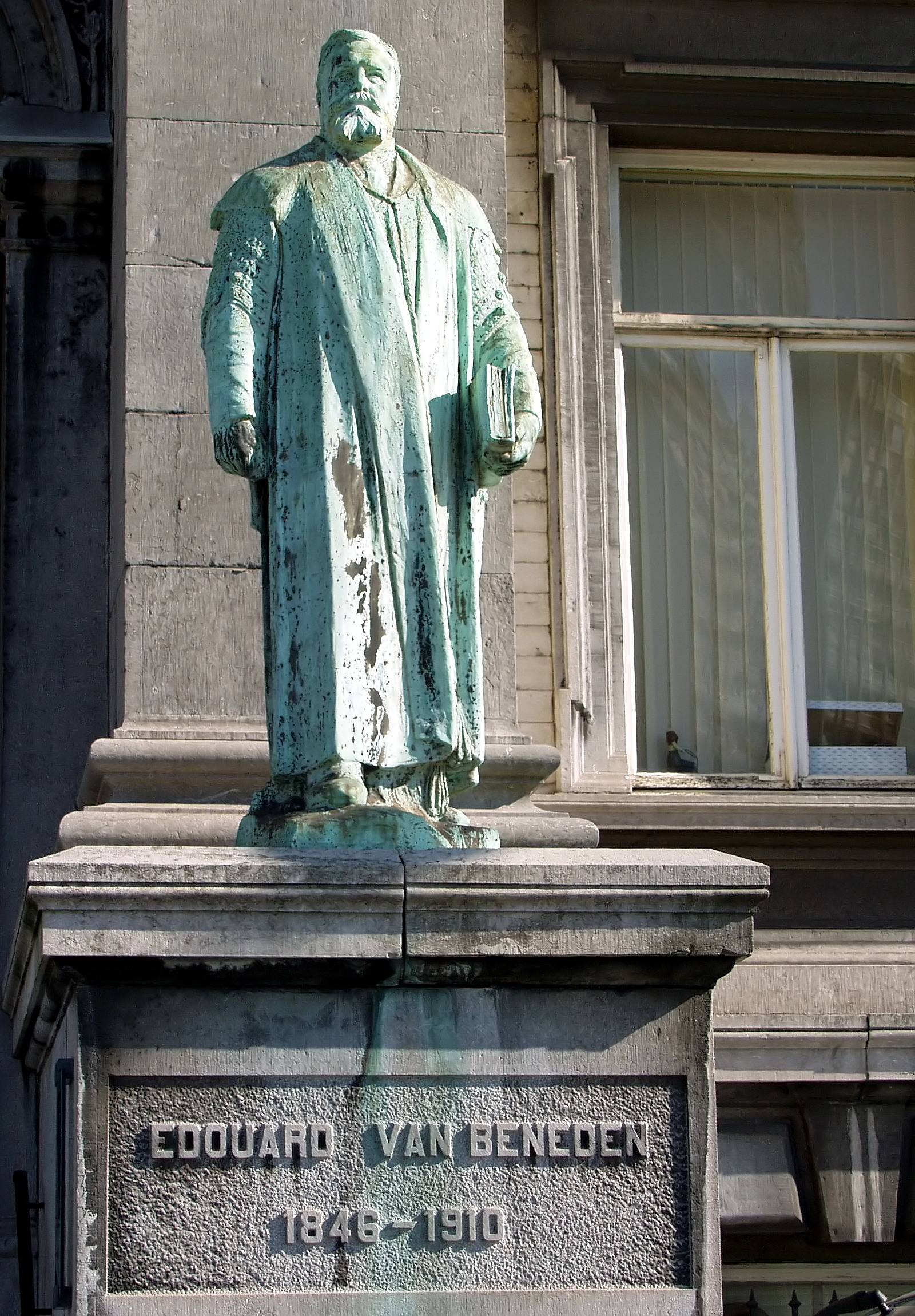
Statue de Édouard Van Beneden, par Pierre-Jean Braecke (1920)

- Quai de Gaulle
- Boulevard Saucy
- Rue de Pitteurs
- Rue Grétry
- Quai Churchill

## Architecture
- 1888 : Institut de zoologie de l'université de Liège, architecte Lambert Noppius.
- 1897 : Maison Charles Magnette, architecte Paul Jaspar, no 6.

## Œuvres d'art public
Le quai Édouard Van Beneden abrite plusieurs sculptures monumentales et œuvres d'art public.
- Frontons de l'Institut de Zoologie : Charles Darwin, Théodore Schwann et Pierre-Joseph Van Beneden (1888), sculpteur Léopold Noppius.
- Édouard Van Beneden (1920), sculpteur Pierre-Jean Braecke.
- Théodore Schwann (1954), sculpteur Alfred Courtens.

### L'Envol de la Wallonie

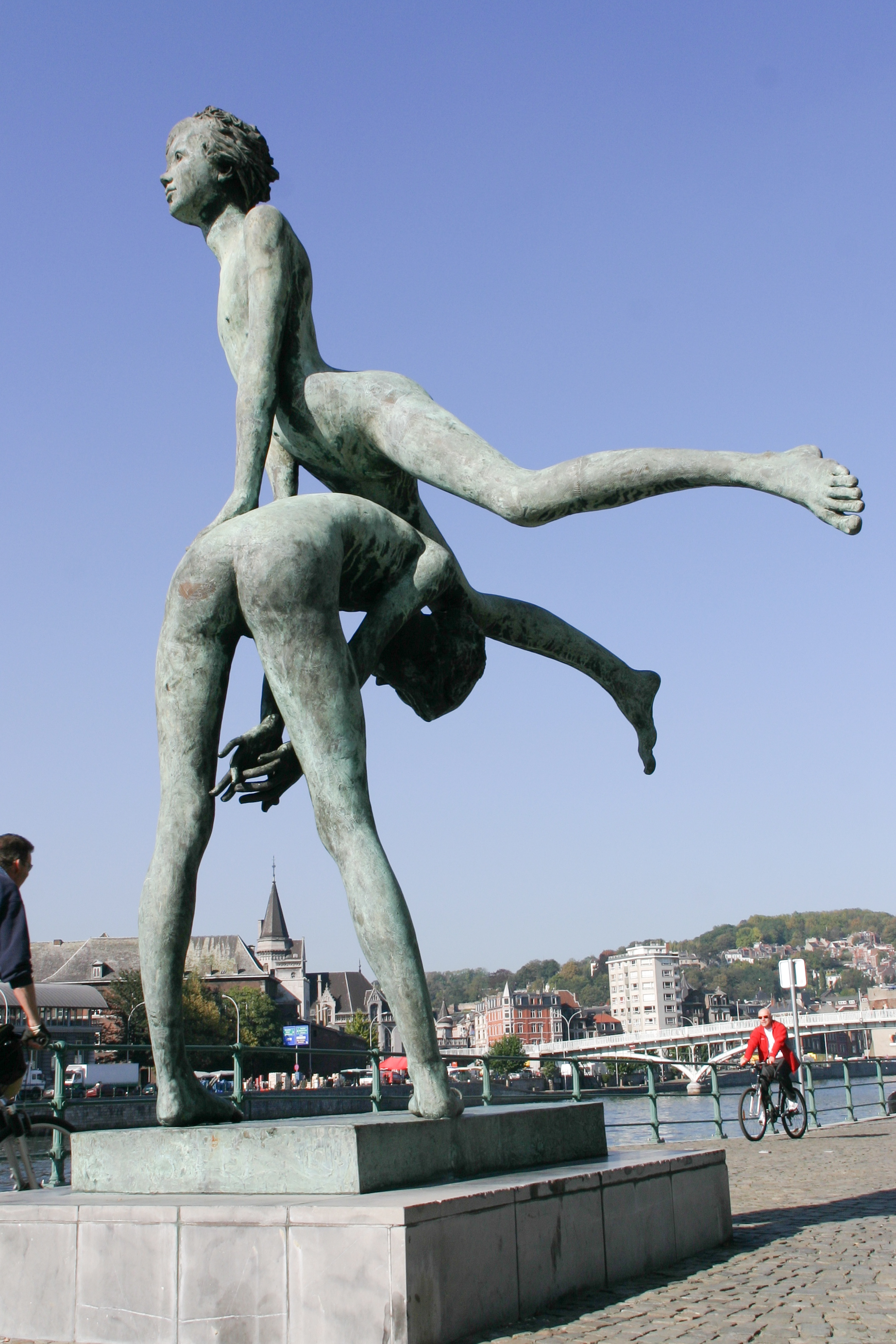
L'Envol de la Wallonie

L'Envol de la Wallonie est une sculpture de René Julien haute de 5 mètres située quai Édouard van Beneden. Elle représente les jeux enfantins de deux fillettes jouant à saute-mouton. Elle symbolise le dynamisme d'une jeunesse épanouie et sereine, celle qui sera appelée à prendre le relais.

## Riverains
- Institut de zoologie
  - Aquarium-Muséum
  - Maison de la science